# Carl-Heinz Rühl
Carl-Heinz Rühl (* 14. November 1939 in Berlin-Kreuzberg; † 30. Dezember 2019 in Köln) war ein deutscher Fußballspieler, -trainer und -manager. Als Spieler des 1. FC Köln gewann er 1968 den DFB-Pokal.

## Karriere

### Spieler
Mit zwölf Jahren wurde Carl-Heinz Rühl Mitglied des SC West.
Im Sommer 1959 wechselte er als Amateur von Neu-Ehrenfeld zum SC Viktoria Köln in die Oberliga West unter Trainer Hennes Weisweiler. Bevor Rühl zu seinem Oberliga-Debüt kam, gab er am 11. November 1959 seinen internationalen Einstand in der Amateurnationalmannschaft beim 2:1-Sieg im Olympia-Qualifikationsspiel in Siegen gegen Finnland an der Seite von Herbert Schäfer, Willi Schulz, Gert Dörfel und Jürgen Kurbjuhn. Es folgten zwei weitere Einsätze bei den DFB-Amateuren, ehe er am 3. April 1960 beim Heimspiel gegen SW Essen bei der 1:3-Niederlage zu seinem Oberliga-Debüt kam. Mittelläufer bei Viktoria war Hans Löring, der spätere Präsident und Mäzen des SC Fortuna Köln. Ab der Saison 1960/61 war der zweikampf- und schussstarke Rechtsaußen unter Weisweiler Stammspieler. Am 26. Mai 1960 spielte er beim 6:2-Sieg in Saarbrücken gegen Frankreich zum sechsten und letzten Mal in der Amateurnationalmannschaft. Er entwickelte sich an der Seite von Gero Bisanz, Willibert Kremer, Erich Ribbeck, Jürgen Sundermann und Klaus Matischak zu einem der torgefährlichsten Flügelstürmer im Westen. In der letzten Saison der Oberliga (1962/63) war er Mitglied des erfolgreichsten Angriffs im Westen – die Viktoria brachte es auf 81 Tore, Rühl steuerte 14 Treffer bei. Von 1959 bis 1963 kam er in der Oberliga auf insgesamt 85 Spiele und 42 Tore. Rühl vertrat den Westen auch in zwei repräsentativen Spielen (12. Februar 1961 und 4. Februar 1962) jeweils gegen Berlin und zählte in beiden Spielen zu den Torschützen. Auch zum 3:0-Sieg der Junioren-Nationalmannschaft gegen Frankreich am 6. Mai 1962 in Aachen steuerte er ein Tor bei.
Da sich Viktoria Köln nicht für die neue Fußball-Bundesliga qualifiziert hatte, wechselte Rühl zur Saison 1963/64 nach Berlin zu Hertha BSC. Doch Hertha fiel die Umstellung von der Stadtliga auf die Bundesliga schwer. Trotz weiterer „Importe“ aus dem Westen – Harald Beyer, Uwe Klimaschefski und Otto Rehhagel – verlief das erste Bundesligajahr durchweg unter der Überschrift „Kampf um den Klassenerhalt“. Auch in der zweiten Saison 1964/65 wurde es nicht besser. Obwohl mit Wolfgang Fahrian, Michael Krampitz, Willibert Kremer, Kurt Schulz und Hans-Jürgen Sundermann kräftig aufgerüstet worden war, landete Hertha nur auf Platz 14 der Abschlusstabelle. Für die Berliner erzielte Rühl in 54 Spielen neun Tore.
Als die Hertha 1965 nach Saisonende wegen Verstoßes gegen die DFB-Statuten in die Regionalliga zwangsversetzt wurde, wechselte Rühl zurück in den Westen. Er unterschrieb einen Vertrag beim Meidericher SV. Dort traf er auf Trainer Hermann Eppenhoff und die Mitspieler Michael Bella, Horst Gecks, Hartmut Heidemann, Heinz van Haaren, Werner Krämer und Manfred Manglitz. Befreit von Abstiegssorgen konnte er mit 10 Treffern in der Saison 1965/66 seine Qualitäten wieder unter Beweis stellen. Höhepunkt aber war der Einzug ins Endspiel um den DFB-Pokal am 4. Juni 1966 in Frankfurt am Main gegen das neue Erfolgsteam des FC Bayern München. Die Mannen um Franz Beckenbauer gewannen das Pokalfinale mit 4:2, obwohl die „Zebras“ eine überzeugende Vorstellung geboten hatten. Im zweiten Jahr war der Flügelstürmer mit Torjägerqualitäten mit 11 Treffern erfolgreichster Torschütze des Anfang 1967 in MSV Duisburg umbenannten Vereins vom Niederrhein. Danach nahm er eine Offerte des 1. FC Köln an.
Dort stand Altmeister Willi Multhaup als Trainer in der Verantwortung und Wolfgang Overath führte als Nachfolger von Hans Schäfer Regie im Mittelfeld der „Geißbock-Elf“. In seiner ersten Saison 1967/68 traf Rühl 13-mal ins Schwarze und Köln landete auf Rang 4. Am 9. Juni 1968 gewann Rühl in Ludwigshafen am Rhein mit dem 1. FC Köln den DFB-Pokal. Beim überlegenen 4:1-Sieg über den VfL Bochum konnte er mit seinen beiden Toren auch einen persönlichen Erfolg feiern. Nach der Saison 1969/70 beendete Carl-Heinz Rühl seine Spielerlaufbahn in der Bundesliga. In drei Spielzeiten hatte er für den 1. FC Köln 85 Spiele bestritten und dabei 35 Tore erzielt.
Insgesamt kam Rühl von 1963 bis 1970 in der Bundesliga auf 204 Einsätze und 65 Tore. Er wechselte im Sommer 1970 zu Daring Brüssel und ließ dort seine Spielerkarriere ausklingen.

### Trainer

#### Karlsruher SC, 1973–77
Die Ausbildung zum Fußballlehrer absolvierte Rühl 1966 an der Sporthochschule in Köln unter der Lehrgangsleitung von Hennes Weisweiler. Im Juli 1973 unterschrieb er in der Geschäftsstelle des KSC seinen ersten Trainervertrag. In Karlsruhe trat er die Nachfolge von Heinz Baas (1971–73) und Kurt Baluses (1968–71) an. Beide hatten ihre Jugend in der Vorkriegsära erlebt und waren durch den Zweiten Weltkrieg und den folgenden Wiederaufbau geprägt.
Mit Rühl begann beim KSC eine neue Trainer-Ära. Zwar hatte auch er noch in der alten Oberliga gespielt, aber am Ende dieser regionalen Leistungsklasse. Die für ihn wesentlichen sportlichen Eindrücke und Erfahrungen hatte er als Aktiver in der Bundesliga gesammelt. Dass ein „junger und dynamischer Mann“ alleine ausreicht, dieser Irrtum zeigte sich aber auch in Karlsruhe schnell. Ohne personelle und administrative Möglichkeiten kann auch frischer Geist und Motivation nichts Entscheidendes bewirken. Rühl kam in seiner ersten Runde beim KSC 1973/74 in der Regionalliga Süd über den 8. Platz nicht hinaus. In der zweiten Saison, die erste der neuen 2. Bundesliga (Gruppe Süd), zeigte er aber mit dem Gewinn der Meisterschaft, dass er aus dem ersten Jahr die richtigen Schlüsse gezogen hatte.
In der Saison 1975/76 konnte er mit dem KSC die Klasse halten. In Baden hatte man in „Beine“ investiert. Mit Hermann Bredenfeld, Gustl Jung, Jürgen Kalb, Raimund Krauth und Winfried Schäfer war die Mannschaft vor der Saison verstärkt worden. Während der Runde legte man noch mit Ove Flindt-Bjerg und Karl-Heinz Struth nach. Deshalb leistete man sich für die Saison 1976/77 aus finanziellen Gründen nur Neuzugang Norbert Janzon von Kickers Offenbach. Zum Saisonende hatte Rühls Team dann aber eine Schwächephase. Nach dem 4:1-Heimsieg am 27. Spieltag gegen Tennis Borussia Berlin hatte man auf dem rettenden 15. Platz fünf Punkte Vorsprung vor Saarbrücken auf Platz 16. Mit einem Punkt Rückstand gegen die Rivalen Bochum, Saarbrücken und Kaiserslautern verlor man nach 34 Spielen den Kampf um den Klassenerhalt. Mit 28:40 Punkten stieg Karlsruhe ab. Zu den Ungereimtheiten der Rückrunde gehörte auch das sportliche Scheitern des schwedischen Nationalstürmers Thomas Sjöberg, der in der laufenden Runde nachverpflichtet worden war und nur in sechs Spielen zum Einsatz kam. Auch der nur 11-malige Einsatz des Talents Kurt Niedermayer, der in der folgenden Runde 1977/78 bei Bayern München sofort zur Stammelf zählte, ist ein Fragezeichen in Bezug auf den Misserfolg dieser Spielzeit.
Nach dem Abstieg trennten sich die Wege von Rühl und des KSC zunächst.

#### Weitere Trainertätigkeit, 1977–83
Nach einem dreimonatigen Aufenthalt in Griechenland bei Aris Thessaloniki landete Rühl Ende November 1977 wieder in der Bundesliga. Zum 29. November übernahm er als Trainer den MSV Duisburg. Das Offensivspiel der „Zebras“ profitierte sehr von der angriffsorientierten Philosophie des ehemaligen Angreifers. Die beiden Spitzen Rudolf Seliger (16 Tore) und Ronald Worm (15 Tore) zählten zu den erfolgreichsten Torschützen der Runde. Mit Trainer Rühl qualifizierte sich der MSV für den UEFA-Pokal 1978/79. Da er für die nächste Saison aber bereits bei Borussia Dortmund unterschrieben hatte, konnte er auf der europäischen Bühne keine Erfahrungen sammeln.
In Dortmund verhalf Rühl dem noch 17-jährigen Eike Immel am Starttag der Saison 1978/79 beim 1:0-Heimsieg gegen Bayern München zu seinem Bundesligadebüt im Tor der Schwarz-Gelben. Nach zwei Niederlagen in Folge, gegen Düsseldorf und den Hamburger SV, wurde er am 29. April 1979 entlassen.
Am 11. Spieltag der Saison 1979/80 war er als Bundesliga-Trainer wieder im Einsatz. Am 28. Oktober 1979 übernahm er als Nachfolger von Heinz Lucas sowie des eigentlich bis Jahresende als Interimstrainer vorgesehenen Alfred Baumann den im Abstiegskampf befindlichen TSV 1860 München, der nach einer 0:3-Niederlage bei Schalke 04 nach vier sieglosen Spielen unter Baumann weiterhin auf dem 16. Tabellenplatz stand. Er führte die „Löwen“ – trotz der schlimmen Verletzung von Heinz Flohe am 15. Spieltag beim 2:1-Heimsieg gegen den MSV Duisburg – zum Klassenerhalt und hatte damit seine Mission erfüllt. Die Saison 1980/81 begannen die Sechziger mit einem Fehlstart von 1:7 Punkten. Und ausgerechnet der Karlsruher SC, bei dem Rühl seine ersten Trainersporen verdient hatte, schoss seine Münchner Mannschaft am letzten Spieltag mit einem 7:2-Sieg in die 2. Bundesliga zurück. Einen Punkt hinter Arminia Bielefeld landete 1860 München auf Platz 16. Erfreulich an der Bundesliga-Saison war das Debüt des 20-jährigen Stürmertalentes Rudi Völler, der von Kickers Offenbach nach München gekommen war. Nach dem Abstieg beendeten Verein und Trainer die Zusammenarbeit.
Da die Trainerposten in der Bundesliga besetzt waren, übernahm Rühl am 9. Dezember 1981 in der 2. Bundesliga den VfL Osnabrück. Der in den Vorjahren im vorderen Tabellenbereich platzierte Klub war nach Einführung der eingleisigen 2. Bundesliga unter Bernd Hoss schwach in die Spielzeit 1981/82 gestartet und hinkte den Ambitionen hinter her. Er führte den VfL bis zum Saisonende auf Platz 13 und verbesserte sich im zweiten Jahr auf Rang 10. Im November 1983 wurde er an der Bremer Brücke dann als Trainer abgelöst. Nach dieser unglücklichen Mission in Osnabrück legte Rühl eine Schaffenspause ein.

### Manager

#### Karlsruher SC, 1986–94
Im Frühjahr 1986 kehrte er zum Karlsruher SC zurück. Trainer der Badener in der 2. Bundesliga war Lothar Buchmann. Am 25. April 1986 erlebte Rühl dessen Entlassung aus dem Blickwinkel des für den Verein verantwortlichen Managers. Bei der Trainersuche für die Saison 1986/87 stand seine fachliche Kompetenz dann gleich vor einer Bewährungsprobe. Im Einvernehmen mit dem KSC-Präsidenten Roland Schmider und dem Verwaltungsrat wurde auf den Trainerneuling Winfried Schäfer von Borussia Mönchengladbach gesetzt. Sein Ehrgeiz war in Karlsruhe aus seinen zwei Spielzeiten als KSC-Spieler 1975–77 unter Rühl als Trainer bestens bekannt. Insbesondere der Präsident setzte auf das Tandem Rühl/Schäfer. Hier der erfahrene und ausgleichende Fußballfachmann mit wirtschaftlichem Kalkül, daneben der „brennende“ Trainerneuling, der bestrebt sein würde, nach einer erfolgreichen Spielerkarriere Vergleichbares als Trainer aufzubauen.
Der sofortige Aufstieg 1987 bestätigte die Hoffnungen. Die folgenden erfolgreichen Jahre in der Bundesliga sprachen eindeutig für das partnerschaftliche Wirken in der sportlichen Führung des KSC. Die Qualifikation in der Bundesligarunde 1992/93 für den UEFA-Pokal 1993/94 und die dann dort gezeigten Leistungen waren die Bestätigung für das Karlsruher Konzept. Der in den Medien sehr vorsichtig und zurückhaltend agierende Manager stand nicht im Rampenlicht, vielleicht arbeitete er gerade deshalb sehr wirkungsvoll für Verein und Trainer. Im kicker-Sportmagazin vom 10. Februar 1994 ist über die Nachfolge auf dem Managerposten beim KSC folgendes festgehalten:
„Einen neuen Manager haben sie seit Montag, die Karlsruher. Dieter Meinhold, 40-jähriger Diplomverwaltungswirt und Sportwissenschaftler, der zuletzt als Geschäftsführer der Tischtennis Marketing GmbH arbeitete, wird in den nächsten drei Jahren die Nachfolge von Carl-Heinz Rühl antreten, der nach neun Jahren an der Spitze des KSC seinen Hut nimmt. ‚Er wird sich weniger ums Sportliche, als um organisatorische und Marketing-Aufgaben kümmern‘, kündigt Präsident Roland Schmider an, ‚dadurch wird eine noch klarere Trennung zwischen der Sportlichen Leitung, Herrn Schäfer, und dem Manager gezogen.‘ Konflikte, zwischen Schäfer und Rühl keine Seltenheit, sollen erst gar nicht mehr aufkommen.“
Der sportliche Absturz in die 2. Liga nach der Saison 1997/98, das damit einhergehende finanzielle Desaster und die unrühmliche Präsidentenablösung setzen die Weichenstellung vom Februar 1994 aber in ein anderes Licht.

#### Weitere Managertätigkeiten
Carl-Heinz Rühl betätigte sich nach seiner Karlsruher Zeit auch noch bei Hertha BSC (1995 bis März 1997) und beim 1. FC Köln (1997/98) als Manager. Nach seinem Engagement beim 1. FC Köln zog er sich ins Privatleben zurück. Er starb Ende 2019 nach kurzer schwerer Krankheit im Alter von 80 Jahren in Köln.

## Vereine als Manager
- 1986–1994 Karlsruher SC
- 1995–1997 Hertha BSC
- 1997–1998 1. FC Köln

## Statistik
- 6 Amateur-Länderspiele, 2 Tore
- 1 U23-Länderspiel, 1 Tor
- 1. Bundesliga
54 Spiele, 9 Tore – Hertha BSC
65 Spiele, 21 Tore – Meidericher SV / MSV Duisburg
85 Spiele, 35 Tore – 1. FC Köln
- Oberliga West
85 Spiele, 42 Tore – Viktoria Köln
- DFB-Pokal
6 Spiele, 2 Tore – 1. FC Köln
- Europapokal der Pokalsieger, UEFA-Pokal
11 Spiele, 8 Tore – 1. FC Köln

## Erfolge
- als Spieler
Pokalsieger 1968 – 1. FC Köln
Pokal-Finalist 1966 – Meidericher SV / 1970 – 1. FC Köln